# Lista cetăților din județul Cluj

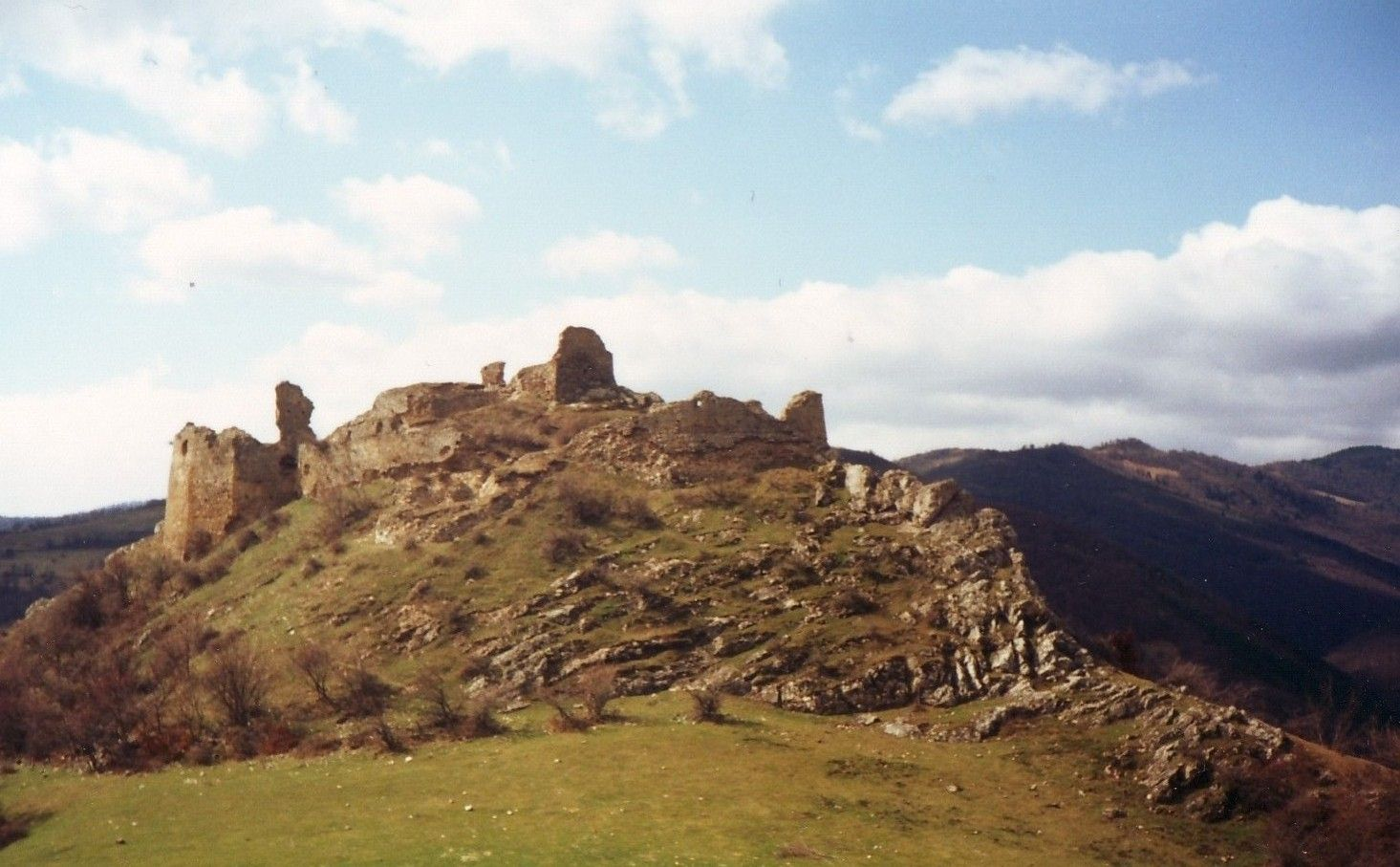
Ruinele cetăţii Liteni

Aceasta este o listă a fortificațiilor militare, castrelor romane și cetăților de pe teritoriul județului Cluj:
| Denumire                                   | Proprietar | Localitate    | An construire | Observații |
| Cetatea Bedeciu                            | N/A        | Bedeciu       |               |            |
| Cetatea Bicălatu                           | N/A        | Bicălatu      |               |            |
| Cetatea Bologa                             | N/A        | Bologa        |               |            |
| Așezarea fortificată Cheia                 | N/A        | Cheia         |               |            |
| Cetatea Peștera Mare                       | N/A        | Cheia         |               |            |
| Cetatea Peștera Mică                       | N/A        | Cheia         |               |            |
| Cetatea Clujului                           | N/A        | Cluj-Napoca   |               |            |
| Cetățuia (Cluj-Napoca)                     | N/A        | Cluj-Napoca   |               |            |
| Așezarea fortificată de la Cojocna         | N/A        | Cojocna       |               |            |
| Așezarea fortificată Cuzdrioara            | N/A        | Cuzdrioara    |               |            |
| Cetatea Dăbâca                             | N/A        | Dăbâca        |               |            |
| Cetatea Dejului                            | N/A        | Dej           |               |            |
| Cetatea Feldioara                          | N/A        | Feldioara     |               |            |
| Cetatea Fetei                              | N/A        | Florești      |               |            |
| Cetatea Gherla                             | N/A        | Gherla        |               |            |
| Cetatea Liteni                             | N/A        | Liteni        |               |            |
| Situl arheologic de la Mera                | N/A        | Mera          |               |            |
| Situl arheologic de la Mihai Viteazu       | N/A        | Mihai Viteazu |               |            |
| Cetatea Moldovenești                       | N/A        | Moldovenești  |               |            |
| Fortificația militară romană de la Negreni | N/A        | Negreni       |               |            |
| Castrul roman de la Petrești               | N/A        | Petrești      |               |            |
| Vestigiile romane de la Poieni             | N/A        | Poieni        |               |            |
| Așezarea fortificată de la Someșu Rece     | N/A        | Someșu Rece   |               |            |
| Fortificația medievală Turda               | N/A        | Turda         |               |            |
| Cetatea Unguraș                            | N/A        | Unguraș       |               |            |